# 澳洲無足狼鳚
澳洲無足狼鳚，為輻鰭魚綱鱸形目绵鳚亞目绵鳚科的其中一種，分布於東南太平洋區的火地島海域，屬深海底棲性魚類，體長可達8.6公分。

## 扩展阅读
維基物種上的相關：澳洲無足狼鳚